# Zamieszki w Mołdawii (2009)
Zamieszki w Mołdawii w 2009 roku – demonstracje i zamieszki w stolicy Mołdawii, Kiszyniowie, rozpoczęte 6 kwietnia 2009, po ogłoszeniu i z powodu wygranej Partii Komunistów Republiki Mołdawii (PKRM) w wyborach parlamentarnych.
Do największych zamieszek doszło 7 kwietnia 2009, kiedy protestujący zdobyli i splądrowali budynek parlamentu oraz urząd prezydenta. W ich następstwie doszło do kilkuset aresztowań, w trakcie których zatrzymani byli bici i brutalnie traktowani przez policję. W wyniku zamieszek i następujących po nich działań służb bezpieczeństwa, trzy osoby zmarły w tajemniczych okolicznościach, a ponad 270 zostało rannych. Rezultatem kwietniowych protestów było powtórne przeliczenie głosów, które nie zmieniło jednak wyników wyborów, zaostrzenie stosunków Mołdawii z Rumunią, którą mołdawskie władze oskarżyły o inspirowanie i zaangażowanie w wydarzenia, a także spadek poparcia społecznego dla obozu rządzącego. Z powodu wykorzystania na szeroką skalę narzędzi internetowych przez społeczeństwo, była to pierwsza tzw. „twitterowa rewolucja”.

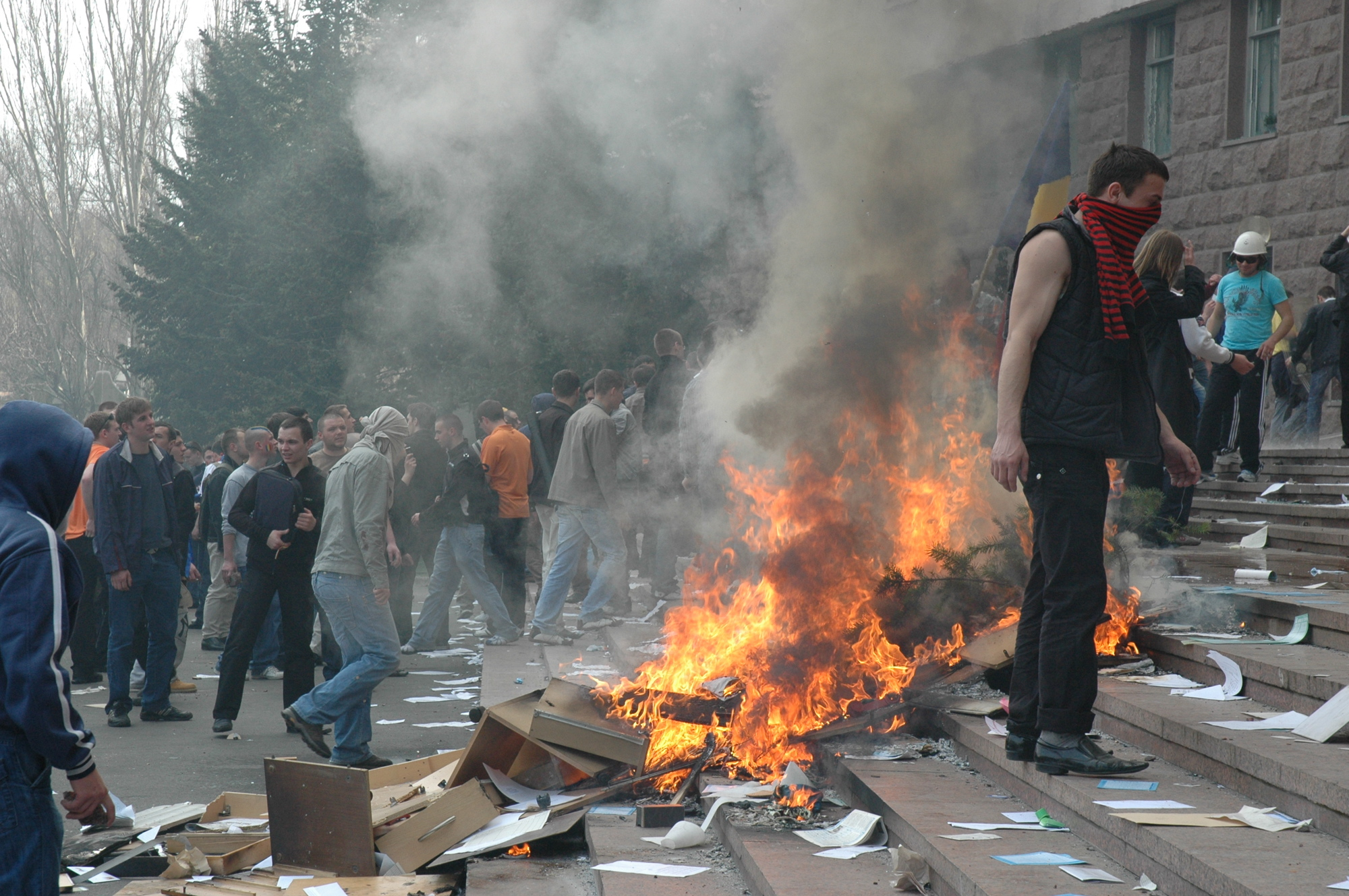
Zamieszki w Kiszyniowie w kwietniu 2009

## Geneza konfliktu

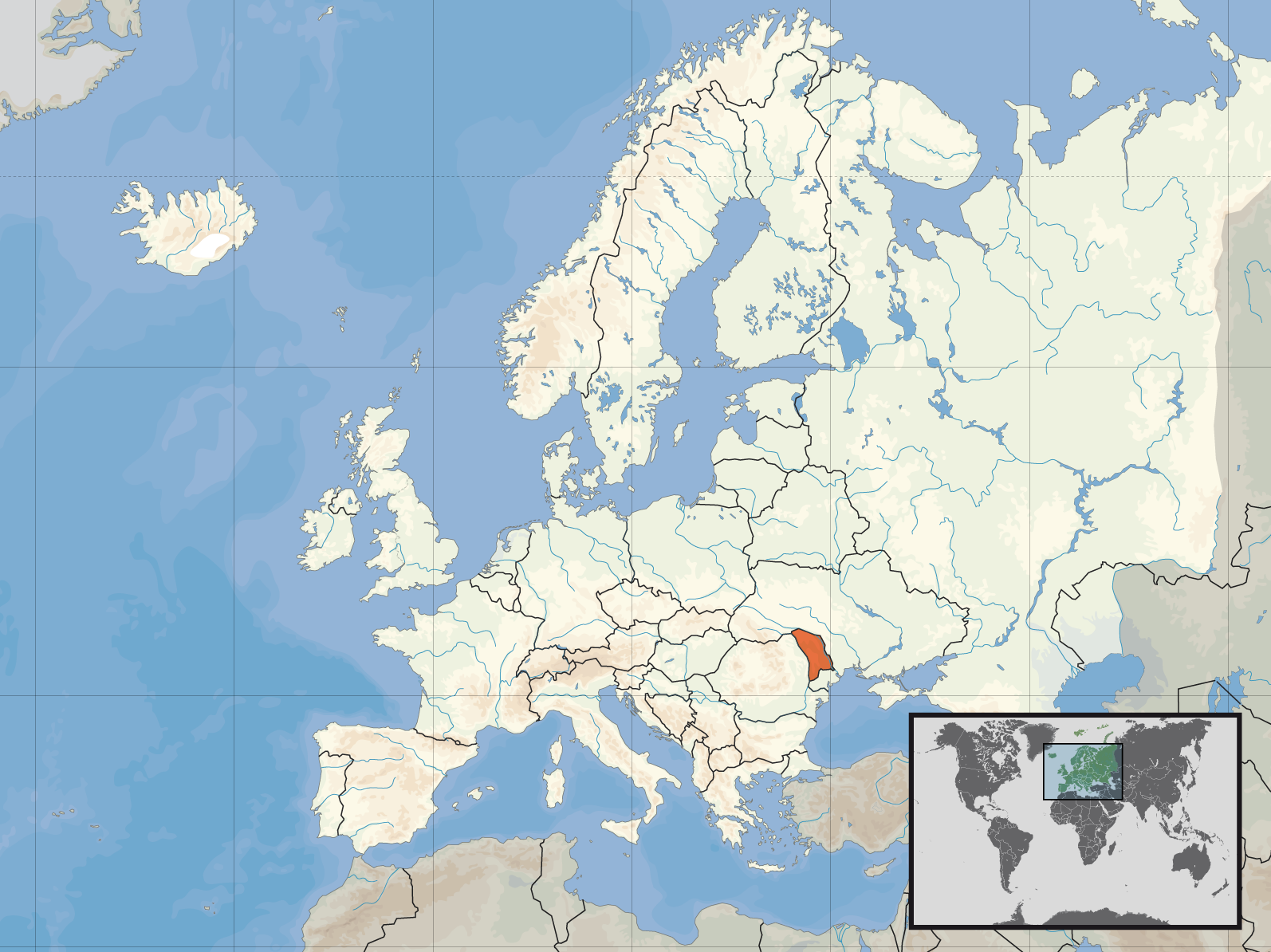
Mołdawia, najbiedniejsze państwo w Europie, położone między Rumunią i Ukrainą.

Bezpośrednią przyczyną zamieszek było ogłoszenie w dniu 6 kwietnia 2009 wstępnych wyników wyborów parlamentarnych, które wskazywały na zwycięstwo PKRM i zdobycie przez nią prawie 50% głosów poparcia. 9 kwietnia opublikowane zostały oficjalne wyniki, według których PKRM uzyskała 49,48% głosów i 60 mandatów w parlamencie, o jeden za mało do zdobycia większości 2/3 miejsc, co umożliwiałoby jej samodzielny wybór nowego prezydenta. Opozycja nie uznała wyników wyborów, oskarżając władze o fałszerstwa w trakcie zliczania głosów i zażądała przeprowadzenia nowego głosowania.
PKRM pozostawała u władzy od 2001. Od tego czasu stanowisko prezydenta zajmował jej przewodniczący, Vladimir Voronin. Pierwsza seria protestów przeciw polityce PKRM została zorganizowana w 2003, kiedy to partie opozycyjne sprzeciwiły się rządowym planom zastąpienia szkolnego przedmiotu „historia Rumunów” przedmiotem „historia Mołdawii”. Protesty opozycji i uczniów trwały przez kilka miesięcy, aż rząd wycofał się z kontrowersyjnego projektu.
Międzynarodowa misja obserwacyjna OBWE, Rady Europy i PE określiła kwietniowe wybory jako generalnie zgodne z normami międzynarodowymi. Stwierdziła, że głosowanie było dobrze przygotowane i przebiegło w spokojnej atmosferze, bez większych incydentów. Zaznaczyła jednak, że porównanie liczby uprawnionych do głosowania, dostarczonej jej przez Ministerstwo Informacji z liczbą zarejestrowanych wyborców wykazało rozbieżność rzędu 160 tys. nazwisk, co wzbudziło obawy dotyczące możliwości zaistnienia potencjalnych nieprawidłowości i wielokrotnego oddawania głosów. Emma Nicholson, jedna z członków misji, nie zgodziła się z raportem oceniającym wybory jako wolne i uczciwe. Sondaże przedwyborcze i exit poll wskazywały na zdecydowane i niezagrożone zwycięstwo PKRM.
Partie opozycyjne zarzuciły władzom sfałszowanie list wyborczych. Wskazywały na zamieszczenie na nich 300 tys. więcej nazwisk wyborców niż w poprzednich wyborach, pomimo spadku w tym czasie ogólnej populacji kraju. Powołując się na ten fakt, zarzuciły umieszczenie na listach około 400 tys. fikcyjnych nazwisk, które miały zostać sfabrykowane w ostatnich dwóch miesiącach i wpłynąć na ostateczny wynik wyborów.
Inną przyczyną niezadowolenia grup biorących udział w zamieszkach, obok perspektywy kolejnych czterech lat rządów komunistów, był ogólny niski poziom życia w Republice Mołdawii. Mołdawia ze średnią pensją poniżej 250 USD i dużym bezrobociem pozostaje najbiedniejszym państwem Europy (nie licząc Kosowa).

## Przebieg zamieszek

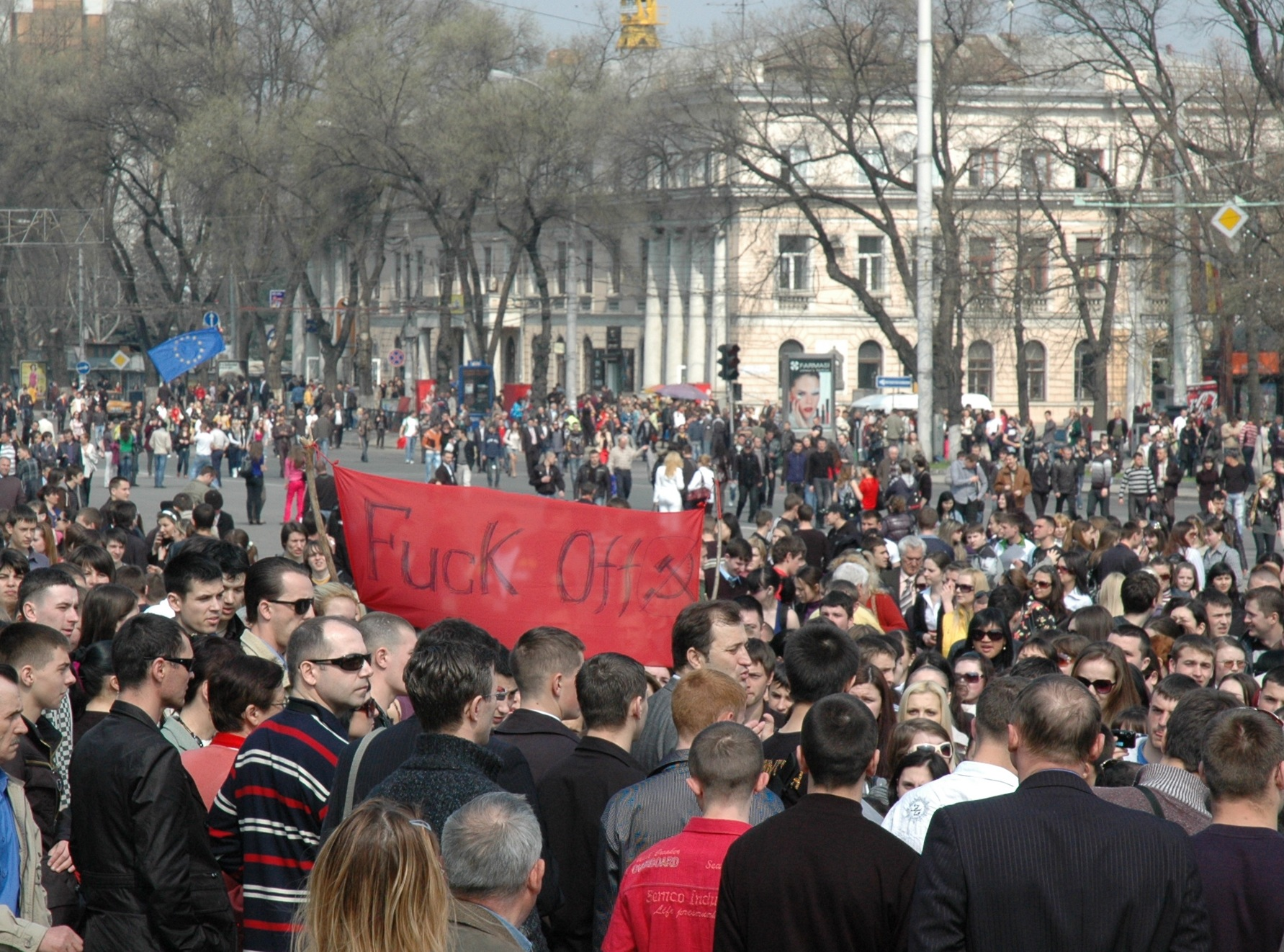
Antykomunistyczna demonstracja w Kiszyniowie

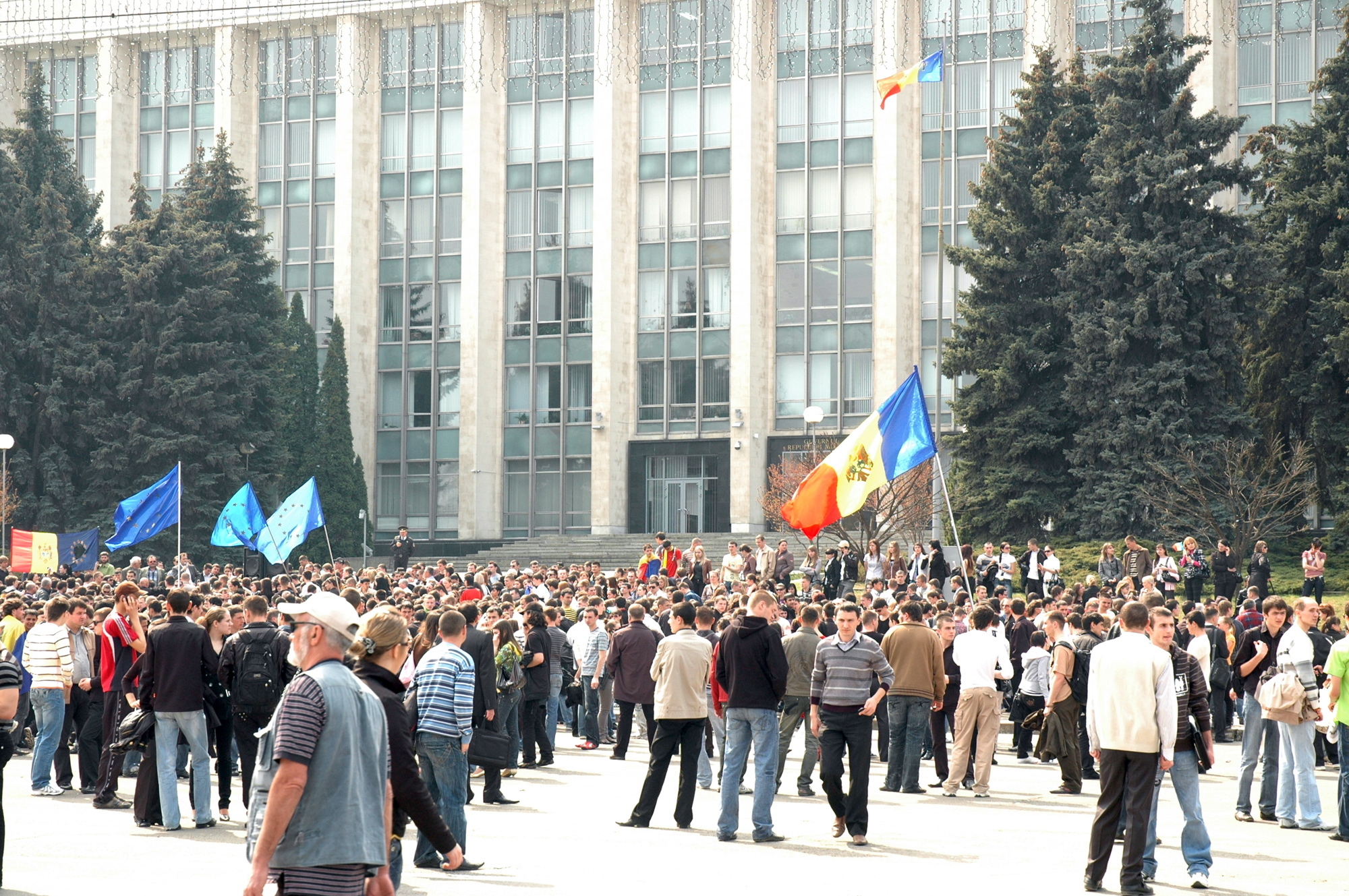
Protest przed budynkiem parlamentu

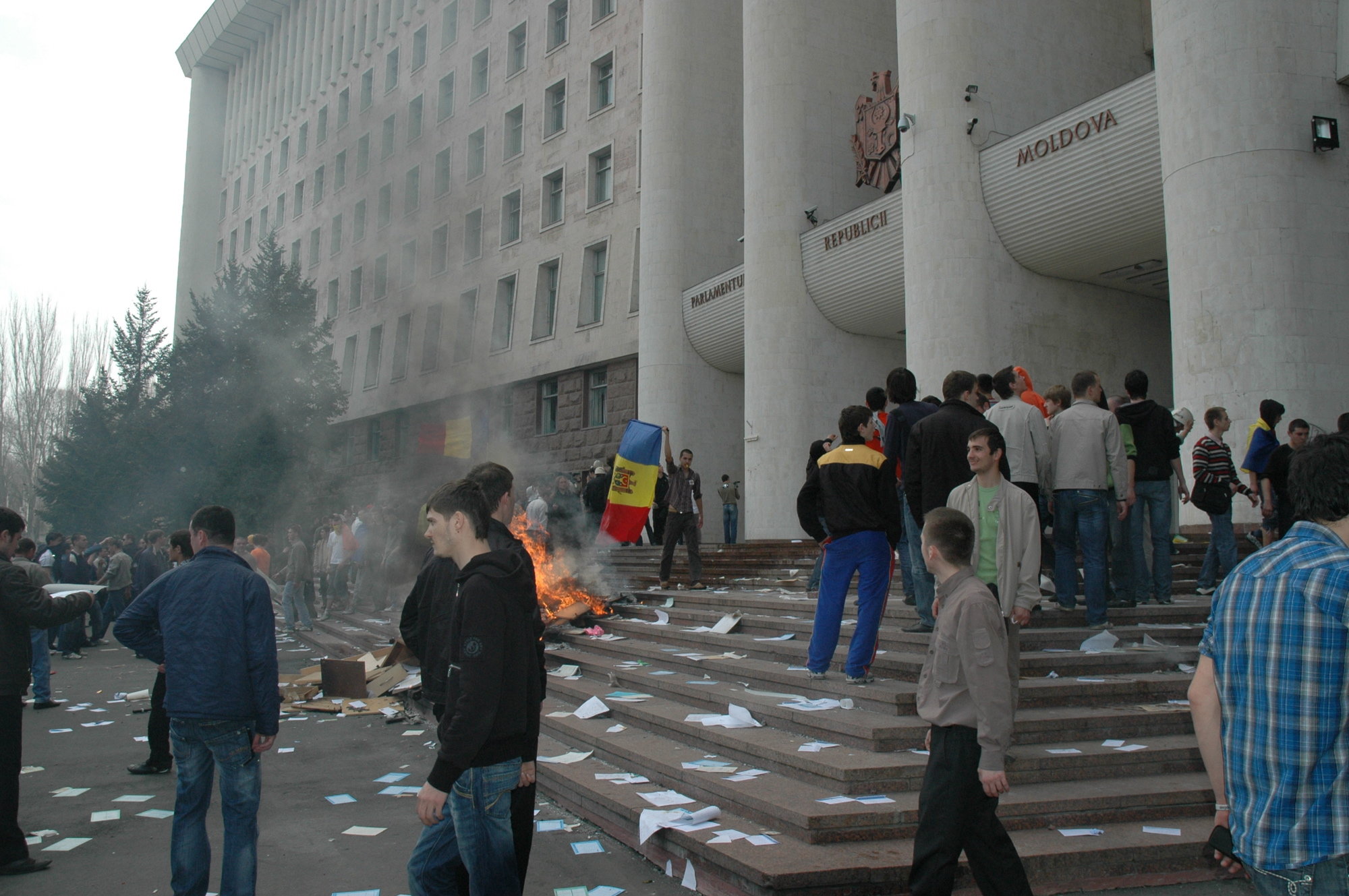
Szturm na parlament, 7 kwietnia 2009

Pierwsze demonstracje rozpoczęły się w Kiszyniowie już 6 kwietnia 2009. Zostały zorganizowane na zasadzie flash mob, błyskawicznego tłumu, który został zwołany do zebrania się w jednym miejscu o ustalonym czasie. Jedna z organizatorek akcji, 25-letnia dziennikarka Natalia Morar, użyła do tego celu serwisu społecznościowego Twitter. Jak powiedziała, spodziewała się góra 300 osób, podczas gdy w centrum miasta pojawiło się ich kilka tysięcy, w tym liderzy głównych sił opozycyjnych. 9 kwietnia Morar została oficjalnie oskarżona przez władze o „nawoływanie do zakłócania porządku” i umieszczona w areszcie domowym.
Protesty przybrały na sile dopiero następnego dnia, 7 kwietnia 2009. Demonstracja, licząca około 10 tysięcy osób, głównie studentów i młodzieży, zebrała się w centrum miasta, na bulwarze Stefana Wielkiego. Demonstranci ponownie zorganizowali się w sposób spontaniczny, wykorzystując w tym celu Internet, czat internetowy oraz wspomniane portale społecznościowe jak Facebook i Twitter. Z powodu tej formy mobilizacji mas ludności, kwietniowe wydarzenia na Mołdawii były przez niektórych określane mianem „twitterowej rewolucji”, pierwszej która w dużym stopniu wykorzystała do swoich celów narzędzia internetowe. Protest przeciw ogłoszonym wynikom wyborów przerodził się w starcia z policją. Protestujący wykrzykiwali proeuropejskie, prorumuńskie i antyrządowe hasła: „Chcemy Europy”, „Jesteśmy Rumunami”, „Precz z komuną”. Zdjęli również mołdawską flagę z budynku parlamentu, zastępując ją flagą rumuńską i flagą europejską.
Demonstranci opanowali budynek parlamentu oraz pobliski pałac prezydenta. Przez wybite okna dostali się do środka budynków i rozpoczęli ich plądrowanie. Piętra budynku parlamentu stanęły w płomieniach, a przez okna wyrzucano sprzęt komputerowy, dokumenty i płonące meble. Wieczorem 7 kwietnia grupa protestujących zorganizowała Komitet Ocalenia Narodowego, złożony ze studentów i przedstawicieli społeczeństwa obywatelskiego, którego głównym celem miało być dążenie do organizacji nowych wyborów. Nie przetrwał on jednak długo i nie odegrał żadnej roli w czasie wydarzeń.
Do rozproszenia demonstrantów policja użyła gazu łzawiącego i armatek wodnych. W wyniku starć ze służbami bezpieczeństwa ponad 270 osób zostało rannych. Mołdawska opozycja wezwała władze do przeprowadzenia nowych wyborów parlamentarnych, a demonstrantów do wstrzymania przemocy. Początkowo publiczna telewizja informowała o śmierci młodej kobiety, która miała zatruć się dymem w budynku parlamentu, jednak jak się później okazało została ona uratowana przez ratowników medycznych.
8 kwietnia 2009 policja odzyskała kontrolę nad budynkami rządowymi i gmachem parlamentu. Protesty trwały dalej, choć były mniej liczne. 12 kwietnia 2009 w Kiszyniowie doszło do protestu, zorganizowanego przez trzy partie opozycyjne: Partię Liberalno-Demokratyczną (PLDM), Partię Liberalną (PL) oraz Partię Sojusz Nasza Mołdawia (PAMN), w którym uczestniczyło ok. 10 tysięcy osób. Uczestnicy protestowali przeciw zwycięstwu komunistów w wyborach parlamentarnych oraz przede wszystkim przeciw aresztowaniom i brutalnemu traktowaniu młodzieży, biorącej udział w demonstracjach. Na wiecu obecni byli liderzy partii opozycyjnych: Mihai Ghimpu, Vlad Filat i Serafim Urecheanu. Już dzień wcześniej spotkali się oni z ambasadorami państw UE i USA i wezwały ich do „zaangażowania się i zakończenia nadużyć dokonywanych przez rządzącą partię komunistyczną wobec obywateli”. W czasie demonstracji głos zabrał burmistrz Kiszyniowa, Dorin Chirtoacă, który podkreślił, że młodzi odrzucili komunizm i partię komunistyczną, gdyż „zrozumieli, że ich przyszłość została skradziona”. Stwierdził także, że zbrodnie dokonane przez komunistów powinien zbadać Międzynarodowy Trybunał Karny. Udział studentów w demonstracji był jednak mocno ograniczony z powodu strachu i sankcji wymierzonych przeciwko nim po wcześniejszych protestach. Były prezydent Petru Lucinschi, uznał zamieszki za rezultat spontanicznej akcji mas młodzieży, sfrustrowanej słabnącą demokracją w kraju.

## Aresztowania i oskarżenia o tortury
| Przebieg głównych wydarzeń | Przebieg głównych wydarzeń                                                            |
| -------------------------- | ------------------------------------------------------------------------------------- |
| 5 kwietnia 2009            | Wybory parlamentarne, wygrane przez PKRM.                                             |
| 6 kwietnia                 | Pierwsze demonstracje antyrządowe w Kiszyniowie, zorganizowane na zasadzie flash mob. |
| 7 kwietnia                 | Zamieszki w mieście, zdobycie przez protestujących budynków rządowych.                |
| 7/8 kwietnia               | Początek aresztowań uczestników protestów.                                            |
| 12 kwietnia                | Antyrządowa demonstracja trzech partii opozycyjnych.                                  |
| 15 kwietnia                | Powtórne liczenie głosów wyborczych.                                                  |
| 17 kwietnia                | Potwierdzenie przez komisję wyborczą wygranej PKRM.                                   |
| 21 kwietnia                | Powołanie przez prezydenta parlamentarnej komisji ds. zbadania zamieszek.             |
| 20 października            | Powołanie przez parlament nowej komisji ds. zbadania zamieszek.                       |

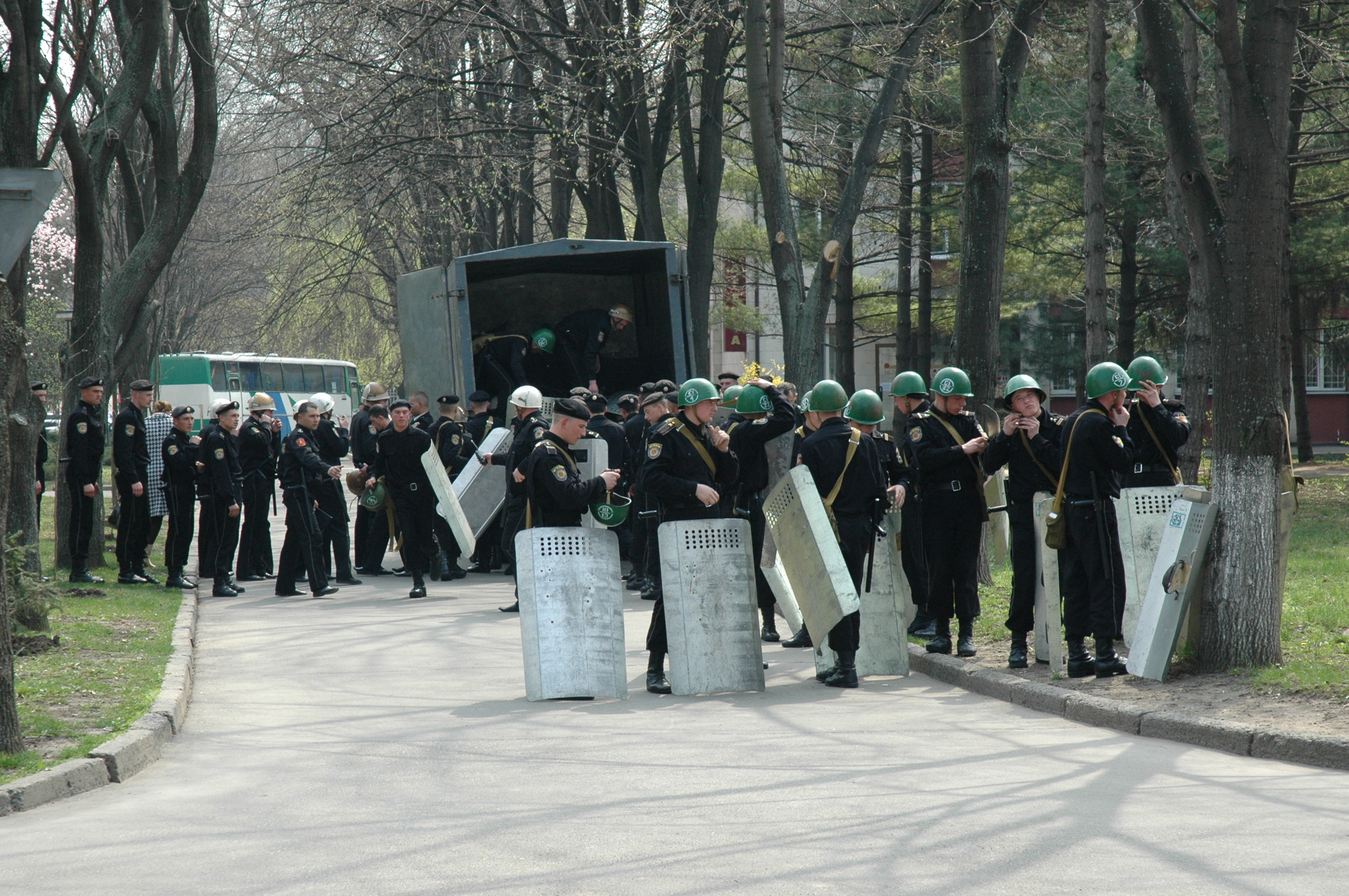
Mołdawskie służby bezpieczeństwa, 7 kwietnia 2009

W nocy z 7 na 8 kwietnia 2009, tuż po największej demonstracji antyrządowej, w Kiszyniowie doszło do pierwszych aresztowań ich uczestników. Policja zatrzymała wówczas około 200 osób. Do kolejnych zatrzymań dochodziło w następnych dniach. W kolejnych dniach, gdy część zatrzymanych była zwalniana, pod adresem władz wysunięto oskarżenia o brutalne pobicia i naruszanie innych praw zatrzymanych, jak prawo do adwokata. Zarzuty opierały się na relacjach zatrzymanych osób i śladach po obrażeniach na ich ciałach.
Amnesty International zarzuciła władzom stosowanie tortur oraz niehumanitarne i poniżające traktowanie, wydając w tej sprawie specjalne memorandum. Również raport ONZ, sporządzony na podstawie wizyt w miejscach zatrzymań, stwierdzał, że setki aresztowanych osób było poddawanych „okrutnemu, nieludzkiemu i poniżającemu” traktowaniu, było bitych kijami, butelkami z wodą, pięściami i nogami, pozbawianych pożywienia i dostępu do porady prawnej. Wielu sądzonych było sześcioosobowymi grupami i zbiorowo karanych. Przedstawiciel ONZ spotkali się również z zakazem dostępu do licznych miejsc, w których przetrzymywani byli obywatele. Edwin Berry, doradca NZ ds. praw człowieka w Mołdawii, powiedział, że w trakcie wizyt niemal każdy z jego rozmówców posiadał widoczne znaki pobić.
11 kwietnia 2009 Ministerstwo Spraw Wewnętrznych ogłosiło, że za udział w protestach aresztowanych zostało 295 osób. Dwa dni później burmistrz Kiszyniowa, oznajmił, że rzeczywista liczba aresztowań jest znacznie wyższa, a lista zaginionych osób sporządzona przez media liczy 800 nazwisk.
15 kwietnia 2009 prezydent Voronin wezwał władze do zastosowania wobec zatrzymanych osób amnestii generalnej. 17 kwietnia 2009 przewodniczący parlamentu, Marian Lupu, przyznał, że zatrzymani byli brutalnie traktowani przez policję, a amnestia powinna objąć dwie strony, demonstrantów oraz przesłuchujących ich pracowników policji.

## Ofiary śmiertelne
Po demonstracji z 7 kwietnia, w Mołdawii doszło do trzech zgonów jej uczestników. Okoliczności tych śmierci były tajemnicze i do końca niewyjaśnione. Rodzice pierwszego ze zmarłych mężczyzn, Walerieja Baboka, oskarżyli policję o jego pobicie i śmierć. Policja tłumaczyła, że śmierć nastąpiła wskutek zatrucia gazem łzawiącym. Babok urodził się w Kiszyniowie w maju 1985, od 2007 był żonaty i miał 1,5 roczne dziecko. Jego śmierć nastąpiła w nocy z 7 na 8 kwietnia 2009. Rodzice zmarłego odrzucili oficjalną wersję jego śmierci, gdyż jego ciało pokryte było licznymi obrażeniami. Policja przekazała ciało rodzinie 12 kwietnia 2009 i jeszcze tego samego dnia doszło do pochówku. Według policji, ciało Baboka znalezione zostało na Placu Wielkiego Zgromadzenia Narodowego i zabrane natychmiast do szpitala, gdzie stwierdzono zgon z powodu toksycznego zatrucia gazem niewiadomego pochodzenia. W połowie czerwca 2009 jego ciało zostało poddane ekshumacji. Badania medyczne europejskich patologów wykazały, że prawdziwym powodem śmierci były ciosy w szyję i gardło, które doprowadziły do wstrzymania akcji serca.
Ciało drugiego ze zmarłych, Eugena Ţapu, policja przekazała rodzinie 16 kwietnia 2009, twierdząc, że chłopak powiesił się na sznurówkach w jednym ze stołecznych budynków. Eugen Ţapu urodził się w lutym 1983 w Sorokach. Jego rodzina zakwestionowała oficjalny powód śmierci syna, gdyż nie znalazła na jego szyi żadnych śladów po sznurze. Rodzina otrzymała ciało syna w hermetycznej, metalowej trumnie. Policja przekazała jej również akt zgonu, bez składania żadnych dodatkowych wyjaśnień. Datą śmierci był 7 kwietnia 2009, dzień rozpoczęcia masowych aresztowań uczestników protestów. Policja stwierdziła później, że znalazła rozkładające się ciało 15 kwietnia 2009.
Trzecim zmarłym był Ion Ţâbuleac. Ţâbuleac, urodzony w grudniu 1987, najprawdopodobniej zmarł w areszcie. Jego ciało z wieloma ranami i złamaniami miało zostać, wedle relacji, wyrzucone z samochodu należącego do mołdawskiego MSW. Jego rodzice zostali poinformowani o śmierci syna 8 kwietnia, a pogrzeb odbył się 11 kwietnia 2009.
Mołdawskie władze zdecydowanie zaprzeczyły jakimkolwiek powiązaniom ze śmiercią trojga młodych mężczyzn. Wiceminister spraw wewnętrznych, stwierdził również, że nie ma żadnych dowodów, że którzykolwiek aresztowani byli bici przez funkcjonariuszy policji.
21 kwietnia 2009 prezydent Voronin wydał dekret o powołaniu specjalnej komisji ds. zbadania powodów, uwarunkowań i konsekwencji zamieszek w Kiszyniowie. Komisja składała się z parlamentarzystów z klubu PKRM, członków rządów, przedstawicieli instytucji naukowych i prorządowych mediów. W jej szeregach nie znalazł się żadem przedstawiciel opozycji. Swoje pierwsze posiedzenie komisja odbyła 24 kwietnia. Prace komisji nie przyczyniły się do wyjaśnienia wydarzeń i wkrótce zostały przerwane z powodu rozpoczynającej się kampanii parlamentarnej.

## Reakcja władz

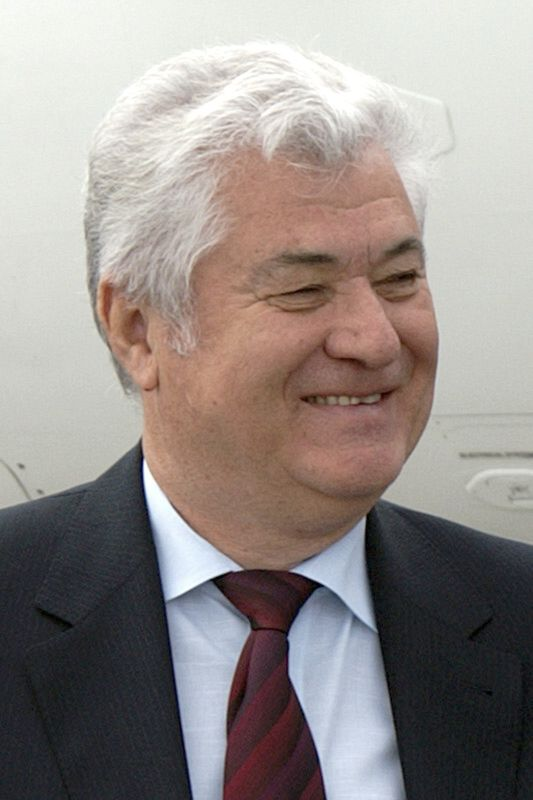
Prezydent Vladimir Voronin, przewodniczący rządzącej PKRM.

Prezydent Mołdawii Vladimir Voronin, w swoim orędziu z 7 kwietnia 2009, określił wydarzenia w stolicy mianem zamachu stanu. Stwierdził, że opozycja jest „na drodze do przejęcia władzy siłą”, a demonstrantów nazwał „garstką faszystów, pijanych z nienawiści”. Prezydent wezwał również Zachód do udzielenia pomocy w przywróceniu porządku i rozwiązaniu konfliktu.
8 kwietnia 2009, po podpaleniu i zniszczeniu budynków publicznych, Voronin powiedział, że władze próbowały uniknąć rozlewu krwi, lecz jeśli zaistniała sytuacja się powtórzy, władze znajdą odpowiednie rozwiązanie. W tym samym dniu stwierdził, że „po raz pierwszy Mołdawianie zobaczyli opozycję jawnie zdradzającą ich własny naród i kraj, poprzez obranie ścieżki prowokacyjnej wojny domowej”. W nawiązaniu do niesienia przez tłum rumuńskich flag, powiedział, że był to „wstyd dla krajowych polityków i całej demokracji. Cały naród mołdawski był świadkiem wielkiego upokorzenia własnej suwerenności i demokracji”. Władze odmówiły również ponownego przeliczenia głosów wyborczych, czego domagała się opozycja.
9 kwietnia 2009 Centralna Komisja Wyborcza ogłosiła oficjalne wyniki wyborów, w których ostatecznie PKRM zdobyła 49,48% głosów. Dało jej to 60 mandatów w parlamencie, o jeden mniej by móc samodzielnie dokonać wyboru prezydenta. 10 kwietnia 2009 prezydent Voronin zmienił zdanie i wystąpił do Sądu Konstytucyjnego z wnioskiem o powtórne przeliczenie głosów, co w jego opinii miało się przyczynić do stabilizacji sytuacji w kraju. 12 kwietnia 2009 Sąd Konstytucyjny nakazał powtórne przeliczenie głosów w przeciągu 9 dni. Odbyło się ono 15 kwietnia 2009. Opozycja skrytykowała to posunięcie, twierdząc, że jest ono „trikiem” komunistów, mającym jedynie na celu odwrócenie uwagi od fałszerstw przy listach wyborców. Oskarżyła PKRM o fałszowanie list wyborców, umieszczenie na nich nazwisk 400 tysięcy zmarłych osób lub żyjących zagranicą, a także dublowanie oddawanych głosów. Liderzy opozycji wezwali do wszczęcia europejskiego dochodzenia w tej kwestii oraz w sprawie zatrzymań i pobić uczestników antyrządowych demonstracji. 17 kwietnia 2009 Komisja Wyborcza ogłosiła, że powtórne przeliczenie głosów potwierdziło dotychczasowe wyniki wyborów (komuniści zdobyli 60 mandatów) oraz nie stwierdziła żadnych nieprawidłowości wyborczych.

### Konflikt dyplomatyczny z Rumunią

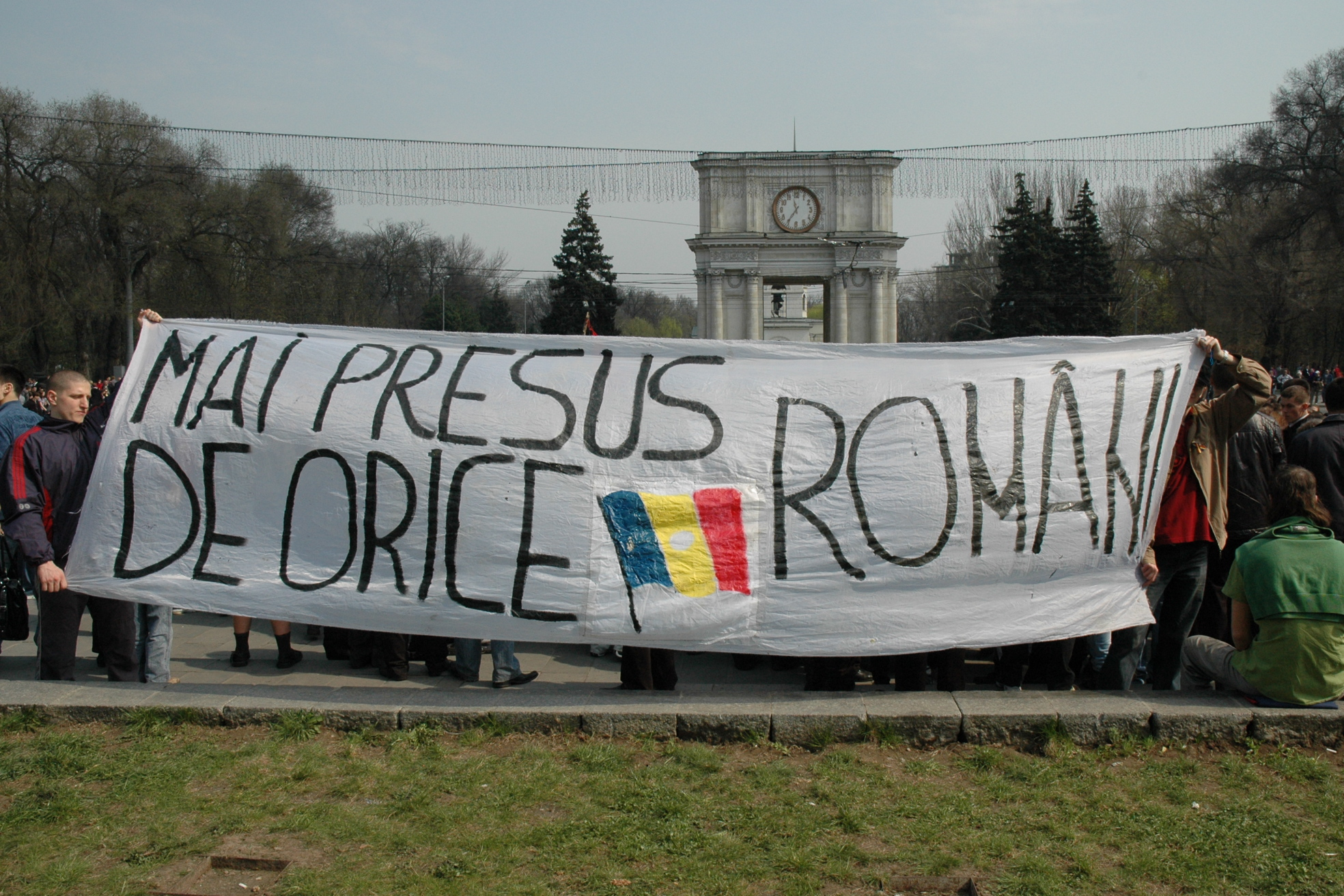
Transparent z flagą Rumunii

Kwietniowe protesty w Mołdawii doprowadziły do politycznego sporu pomiędzy władzami tego kraju a Rumunią. Prezydent Vladimir Voronin uznał bowiem, że to Rumunia stała za gwałtownymi antyrządowymi protestami w Kiszyniowie. 8 kwietnia 2009 Mołdawia uznała rumuńskiego ambasadora, Filipa Teodorescu, za persona non grata i nakazała mu opuszczenie jej terytorium w ciągu 24 godzin. Następnego dnia parlament Rumunii nowym ambasadorem mianował dyplomatę Mihneę Constantinescu, lecz dwa tygodnie później mołdawski rząd nie zaakceptował jego kandydatury.
Voronin zapowiedział podjęcie dalszych kroków, w tym także wprowadzenie wiz dla obywateli Rumunii. Zgodnie z tymi zapowiedziami, w kolejnych dniach Mołdawia wprowadziła reżim wizowy wobec obywateli rumuńskich oraz utrudnienia w przekraczaniu swojej granicy. Zawiesiła również „z powodów technicznych” połączenia kolejowe między krajami. Rumunia określiła wprowadzenie tych środków jako „arbitralne i dyskryminujące” oraz łamiące ustalenia między Mołdawią a UE. Kilka dni później prezydent Rumunii, Traian Băsescu, raz jeszcze zaprzeczył zaangażowaniu swego kraju w zamieszki w Mołdawii oraz wezwał do wszczęcia europejskiego dochodzenia w sprawie „represji” wobec uczestników demonstracji. Basescu stwierdził, że nie może pozwolić, by nowy „mur berliński” odgrodził Mołdawię od UE i wezwał do przyspieszenia procedur wydawania rumuńskich paszportów obywatelom Mołdawii rumuńskiego pochodzenia.
W ramach retorsji i zgodnie z wolą Băsescu, Rumunia zmieniła swoje prawo o obywatelstwie. Zgodnie z nowym prawem, o nadanie rumuńskiego obywatelstwa mógł wystąpić każdy obywatel Mołdawii, którego chociaż jeden z pradziadków (a nie jak dotąd dziadków) posiadał takowe obywatelstwo. Na decyzję władz miał oczekiwać nie dłużej niż 5 miesięcy. Wycofany został również obowiązkowy egzamin ze znajomości języka rumuńskiego. Według szacunków, nowe przepisy mogły umożliwić nabycie rumuńskiego obywatelstwa milionowi obywateli Mołdawii, czyli ok. 1/4 populacji kraju.

## Reakcje międzynarodowe
- Unia Europejska – czeska prezydencja UE wyraziła głębokie zaniepokojenie rozwojem sytuacji w Mołdawii, wzywając „rząd, opozycję i obywateli do powstrzymania się od wszelkich działań mogących doprowadzić do dalszej eskalacji napięć w kraju”[60]. Wysoki Przedstawiciel UE ds. Wspólnej Polityki Zagranicznej i Bezpieczeństwa, Javier Solana, „wezwał wszystkie strony konfliktu do powstrzymania się od przemocy i prowokacji”. Stwierdził, że „akty przemocy w budynku parlamentu są nie do zaakceptowania”. Dodał, że „międzynarodowi obserwatorzy w swoich wstępnych wnioskach, uznali że wybory spełniły standardy międzynarodowe, jednakże wymagany jest dalszy postęp na tym polu”[61]. 22 kwietnia 2009 do Mołdawii udała się delegacja UE pod przewodnictwem premiera Czech Mirka Topolánka, która ogłosiła, że kraj ten musi rozpocząć dochodzenie, z udziałem partii opozycyjnych i organizacji międzynarodowych, w sprawie przebiegu wyborów i zamieszek po nich następujących. Delegacja spotkała się z przedstawicielami opozycji, którzy zaprezentowali jej dowody sfałszowania ich zdaniem 20 tys. głosów oraz zdjęcia aresztowanych, dotkliwie pobitych przez policję[62]. Na początku maja Parlament Europejski zgodził się na udział przedstawicieli Mołdawii w szczycie inauguracyjnym Partnerstwa Wschodniego w Pradze w dniu 7 maja 2009, jednak jednocześnie potępił „kampanię zastraszania, poważne naruszenia praw człowieka i inne nielegalne działania podejmowane przez rząd Mołdawii w następstwie wyborów parlamentarnych. Wezwał do przeprowadzenia dochodzenia w sprawie śmiertelnych ofiar wydarzeń”[63].
- Rosja – wiceminister spraw zagranicznych Rosji, Grigorij Karasin, powiedział, że Rosja jest zaniepokojona wydarzeniami w Mołdawii. Rosyjskie MSZ oznajmiło, że „celem niepokojów w Mołdawii jest podważenie suwerenności tego kraju”[56]. 8 kwietnia 2009 rosyjskie MSZ wydało oficjalny komunikat, w którym pisało, że „sądząc po hasłach wykrzykiwanych na placach, licznych rumuńskich flagach w rękach organizatorów tych skandali, ich celem było zdyskredytowanie osiągnięć niezależnej Mołdawii”. Wyraziło nadzieję na zwycięstwo „zdrowego rozsądku” i przywrócenie w kolejnych dniach publicznego i konstytucyjnego porządku[64].
- Rumunia – w odpowiedzi na oskarżenia prezydenta Voronina rumuńskie MSZ wydało komunikat prasowy, w którym nazwało je prowokacją. MSZ stwierdziło, iż „jest nie do zaakceptowania fakt, że komunistyczne władze w Kiszyniowie przenoszą odpowiedzialność za wewnętrzne problemy Republiki Mołdawii na Rumunię”[65]. 14 kwietnia 2009 prezydent Rumunii, Traian Băsescu, raz jeszcze zaprzeczył zaangażowaniu swego kraju w zamieszki w Mołdawii oraz wezwał do wszczęcia europejskiego dochodzenia w sprawie „represji” wobec uczestników demonstracji. Băsescu stwierdził, że nie może pozwolić, by nowy „mur berliński” odgrodził Mołdawię od UE i wezwał do przyspieszenia procedur wydawania rumuńskich paszportów obywatelom Mołdawii rumuńskiego pochodzenia[50]. Protesty w Mołdawii wywołały duży odzew w społeczeństwie rumuńskim. Tysiące mieszkańców zebrało się w geście solidarności z protestującymi na Placu Uniwersyteckim w Bukareszcie. Demonstracje zorganizowano również w innych miastach Rumunii: w Jassach, Timișoarze, Klużu-Napoce, Braszowie, Gałaczu, Krajowej, Ploeszti, Aradzie, Suczawie, Bacău i w Petroszanach[66][67].
- Stany Zjednoczone – rzecznik Departamentu Stanu USA, Robert Wood, wezwał „wszystkie partie do wstrzymania się od dalszej przemocy i rozwiązania konfliktu w sposób pokojowy”. W kwestii oceny przebiegu wyborów, stwierdził, że Stany Zjednoczone „zasadniczo podzielają ocenę OBWE”[68]. Asif Chaudhry, ambasador USA w Mołdawii, oświadczył, że władze podejmowały działania z umiarem po zdobyciu przez protestujących budynków państwowych. Wyraził jednak zaniepokojenie aresztowaniami, do jakich doszło po zamieszkach[69]. Sekretarz stanu Hillary Clinton, w piśmie do prezydent Voronina, potwierdziła słowa potępienia przemocy do jakiej doszło po wyborach parlamentarnych. Wezwała mołdawski rząd do zajęcia się obawami, zgłaszanymi w związku z organizacją wyborów oraz sposobem traktowania aresztowanych, dziennikarzy i przedstawicieli społeczeństwa obywatelskiego po zamieszkach[70]. 13 kwietnia w Waszyngtonie, Bostonie i Nowym Jorku doszło do protestów przeciw zwycięstwie w wyborach PKRM[71].
- Ukraina – minister spraw wewnętrznych Jurij Łucenko, ogłosił zwiększenie liczby patroli przy granicy z Mołdawią w celu zapobieżenia wkraczaniu zbrojnych grup ekstremistów na terytorium Ukrainy[72].

## Sytuacja polityczna po zamieszkach
Kwietniowe zamieszki w Mołdawii przyczyniły się do pogłębienia polaryzacji sceny politycznej i spadku poparcia dla partii komunistycznej. PKRM, której brakowało jednego głosu do samodzielnego wyboru prezydenta, nie uzyskała poparcia ze strony opozycji dla swojego kandydata. Spowodowało to konieczność przeprowadzenia w lipcu 2009 kolejnych wyborów parlamentarnych, w których komuniści odnotowali znaczny spadek poparcia. Chociaż wygrali wybory, nie zdobyli większości w parlamencie i zostali odsunięci od władzy. Cztery partie opozycyjne zawarły koalicję, Sojusz na rzecz Integracji Europejskiej i we wrześniu 2009 utworzyły wspólny rząd na czele z premierem Vladem Filatem.
We wrześniu 2009 nowe władze zapowiedziały dokładne zbadanie okoliczności i szczegółów kwietniowych zamieszek. P.o. prezydenta Mihai Ghimpu ogłosił konieczność rozwiązania starej komisji parlamentarnej i powołanie w jej miejsce nowej, w której skład mieli wejść eksperci z Unii Europejskiej i Rady Europy. 20 października 2009 parlament powołał do życia nową komisję ds. zbadania zamieszek, w której znaleźli się przedstawiciele wszystkich klubów politycznych.
8 października 2009, pół roku po kwietniowych zamieszkach, setki ludzi zebrało się pod pomnikiem Stefana Wielkiego w Kiszyniowie w celu oddana pamięci ofiarom wydarzeń. Premier Vlad Filat ogłosił wówczas rozpoczęcie dodatkowego wewnętrznego śledztwa Ministerstwa Spraw Wewnętrznych w sprawie działań policji w czasie i po zamieszkach.